# كلير دريني تايلور
كلير دريني تايلور (بالإنجليزية: Claire Drainie Taylor)‏‏ (11 سبتمبر 1917 في سويفت كورنت - 18 نوفمبر 2009 م) كاتبة سير ذاتية من كندا.

## روابط خارجية
- كلير دريني تايلور على موقع IMDb (الإنجليزية)